# Campeonato Mundial de Natación de 2029
El XXIV Campeonato Mundial de Natación se celebrará en Pekín (China) en el año 2029 bajo la organización de World Aquatics y la Federación China de Natación.
Se realizarán competiciones de natación, natación artística, saltos, saltos de gran altura, natación en aguas abiertas y waterpolo. 